# Кіоск із пресою

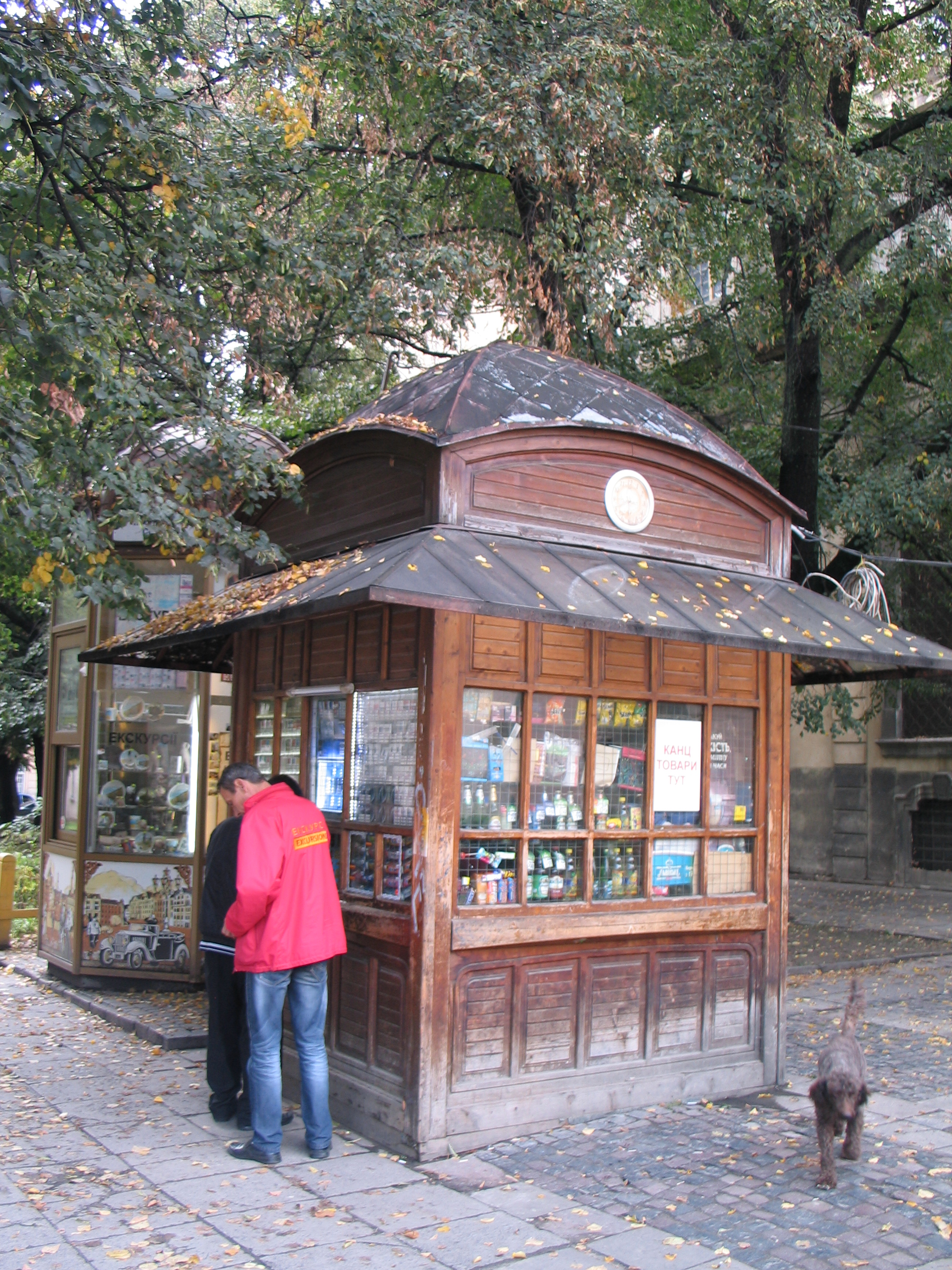
Кіоск із пресою у Львові

Кіоск із пресою — тимчасова споруда, з якої здійснюється продаж друкованих періодичних видань.
Відповідно до норм благоустрою та безпеки кіоски мають розміщуватися не ближче 20 метрів від виходу з метро або зупинки громадського транспорту.
У Києві станом на 1 січня 2014 року діяли 423 кіоски з пресою. У місті Києві місця встановлення кіосків регулюються Комплексною схемою розміщення тимчасових споруд.